# 13 november
13 november is de 317de dag van het jaar (318de dag in een schrikkeljaar) in de gregoriaanse kalender. Hierna volgen nog 48 dagen tot het einde van het jaar.

## Gebeurtenissen
- Algemeen

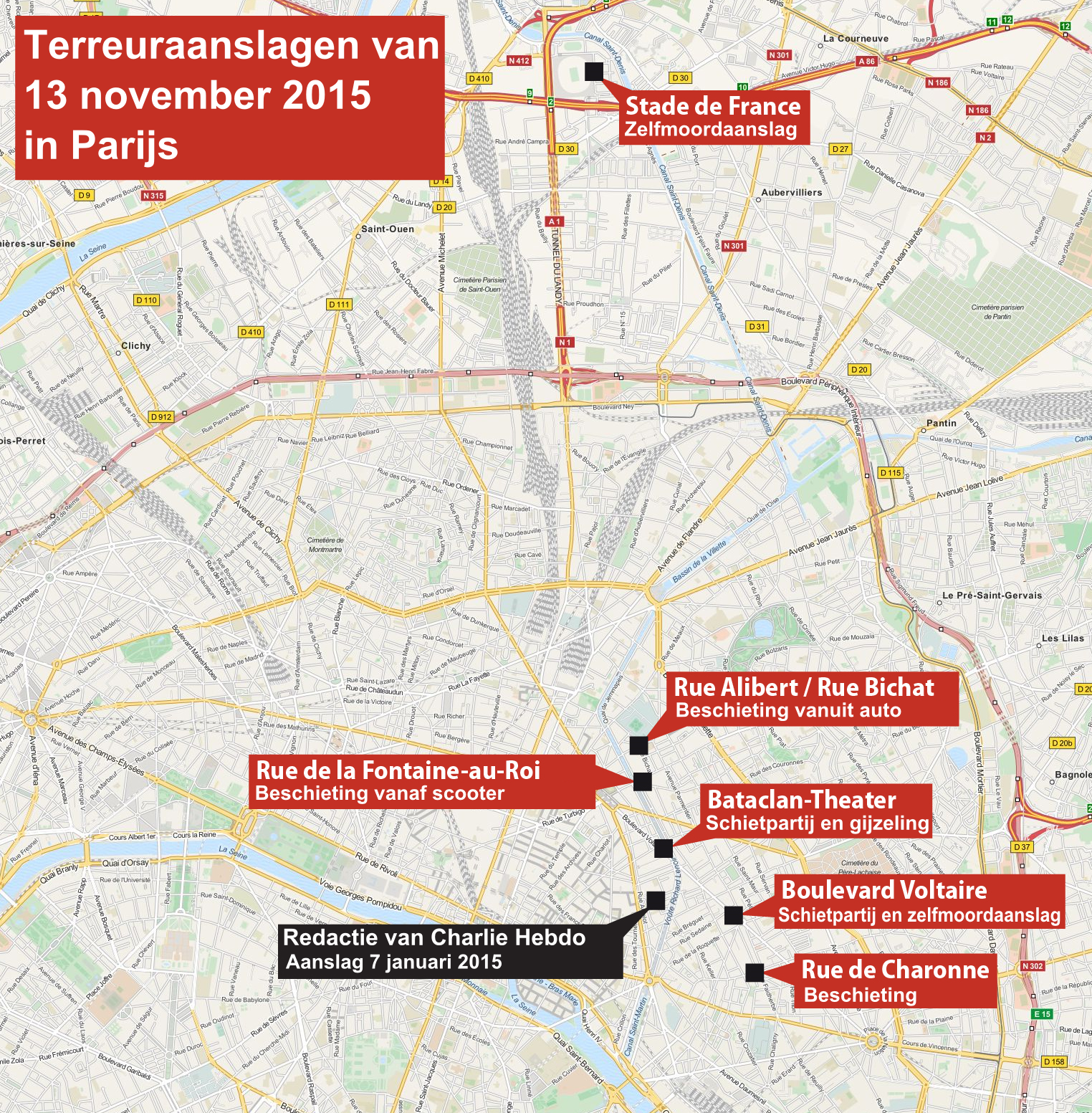
Aanslagen in Parijs,
Kaart van de aanslagen in Parijs (2015)

  - 324 Keizer Constantijn I benoemt zijn 7-jarige zoon Constantius II tot Caesar en mogelijke troonopvolger van het Romeinse Rijk.
  - 1985 - Een uitbarsting van de vulkaan Nevado del Ruiz in Colombia veroorzaakt een aardverschuiving die de plaats Armero onder modder bedelft. Ongeveer 23.000 mensen komen om.
  - 1991 - Zowel bij de woning van staatssecretaris Aad Kosto van Justitie in Grootschermer als in het Ministerie van Binnenlandse Zaken in Den Haag ontploft een bom. De schade is aanzienlijk, maar er vallen geen gewonden. De Revolutionaire Anti Racistische Actie (RARA) eist de verantwoordelijkheid op voor de aanslagen.[1]
  - 1994 - Na langdurige onderhandelingen op het vliegveld van Palma de Mallorca geven drie kapers van een toestel van de Algerijnse luchtvaartmaatschappij Air Algérie zich over aan de Spaanse autoriteiten.
  - 2009 - Nieuw wereldrecord Domino Day, 4.491.863 omgevallen stenen.
  - 2015 - Aanslagen in Parijs; in totaal 131 mensen komen om het leven bij een zestal gecoördineerde terroristische aanslagen. Islamitische Staat eist de verantwoordelijkheid op.
  - 2015 - Bij aanslagen in Irak vallen minstens 18 doden en 41 gewonden.
  - 2019 - Aanvang van het impeachment-proces tegen V.S.-president Donald Trump met de eerste openbare hearings in het Capitool (Washington).
  - 2021 - De Internationale Kindervredesprijs 2021 wordt uitgereikt aan de Indiase broers Vihaan (17) en Nav (14) Agarwal.[2]
  - 2022 - Bij een vermoedelijke zelfmoordaanslag in İstiklal Caddesi, in de buurt van het Taksimplein in het centrum van Istanboel, vallen zeker zes doden en 81 gewonden.[3]
- Kunst en cultuur
  - 1813 - De acteur Frederikus Adrianus Rosenveldt wordt door de Franse politie gearresteerd nadat hij op het toneel "Vivat Oranje!" heeft geroepen. Hij wordt in gevangenschap naar Frankrijk afgevoerd.
  - 1940 - Première van Walt Disneys film Fantasia.[4]
  - 1948 - Leigh Mercer publiceert zijn palindroom "A man, a plan, a canal: Panama!".[5]
  - 1987 - De film Dirty Dancing met hoofdrollen voor Jennifer Grey en Patrick Swayze gaat in Nederland in première.[6]
- Media
  - 1991 - De Tilburgse krant Het Nieuwsblad verschijnt met witte plekken als gevolg van een werkonderbreking van de redactie. Deze wil dat uitgever Brabant Pers afziet van een fusie met het Brabants Dagblad.
- Oorlog
  - 938 - De Vietnamese generaal Ngô Quyền verslaat de Han op de Bạch Đằng en kroont zichzelf tot keizer.
  - 1002 - Slachtpartij op Sint-Brixius-dag[4]
  - 1805 - Het leger van Napoleon neemt Wenen in.[4]
  - 1918 - Geallieerde troepen bezetten Constantinopel de hoofdstad van het Ottomaanse Rijk.
  - 1993 - Gewapende bandieten doden vijftien Somalische chauffeurs bij een aanval op een niet-militair konvooi nabij de hoofdstad Mogadishu, waar later op de dag dicht bij het hoofdkwartier van de VN een Amerikaanse VN-medewerker wordt neergeschoten.
  - 2001 - Kaboel (hoofdstad van Afghanistan) valt in handen van de Noordelijke Alliantie.
- Politiek
  - 1945 - Generaal Charles de Gaulle wordt gekozen tot president van het voorlopige bewind van Frankrijk.[4]
  - 1945 - Soekarno wordt gekozen tot president van de republiek Indonesië.[4]
  - 1956 - Het Hooggerechtshof van de Verenigde Staten beslist dat rassenscheiding ongrondwettig is.
  - 1974 - Yasser Arafat verklaart voor de Algemene Vergadering van de Verenigde Naties dat hij streeft naar een Palestijnse staat waar moslims, christenen en joden kunnen leven.
  - 1978 - Dictator Idi Amin van Oeganda geeft zijn troepen opdracht zich terug te trekken uit het twee weken geleden bezette deel van Tanzania, meldt de Nigeriaanse radio.
  - 2004 - In het Limburgse Helden wordt een moskee in brand gestoken, naar aanleiding van de moord op Theo van Gogh elf dagen eerder.
  - 2010 - Aung San Suu Kyi wordt vrijgelaten.[4]
- Religie
  - 1618 - Begin van de synode van Dordrecht.[4] Deze veroordeelt uiteindelijk op 5 mei het arminianisme. Zie Jacobus Arminius en de remonstranten.
  - 2005 - Zaligverklaring van de Franse kluizenaar Charles de Foucauld (1858-1916) en de Italiaanse religieuzen Maria Pia Mastena (1881-1951) en Maria Crocifissa Curcio (1877-1957).
- Sport
  - 1891 - De Belgische voetbalvereniging Club Brugge wordt opgericht.
  - 1933 - De Nederlandse Zwembond (NZB) verkrijgt het predicaat Koninklijk en verandert de naam aldus in Koninklijke Nederlandse Zwembond.
  - 1991 - Het voetbalelftal van de Sovjet-Unie speelt zijn laatste wedstrijd. Tegenstander is Cyprus.[4]
  - 1991 - Recordinternational Heinz Hermann speelt tegen Roemenië zijn 117de en laatste interland voor het Zwitsers voetbalelftal.
  - 1996 - Het Andorrees voetbalelftal speelt zijn eerste officiële interland uit de geschiedenis. De ploeg verliest op eigen veld met 6-1 van Estland.
  - 2007 - Oprichting van de Amerikaanse voetbalclub Seattle Sounders FC.
  - 2015 - Nederland speelt een oefenwedstrijd tegen Wales in Cardiff. Nederland wint met 2-3 Arjen Robben (2x) en Bas Dost scoren voor Nederland.
  - 2021 - De WK-kwalificatiewedstrijd in en tegen Montenegro sluit het Nederlands voetbalelftal af met een 2-2 gelijkspel.[7]
- Wetenschap en technologie
  - 1907 - De Franse fietsenmaker Paul Cornu maakt de eerste helikoptervlucht ter wereld.[4]
  - 1971 - Mariner 9 komt als eerste ruimtevaartuig in een baan om de planeet Mars.[8]
  - 1980 - De Voyager-1 stuurt de eerste close-ups van Saturnus naar Aarde.
  - 2009 - Op de maan is door NASA een ‘significante hoeveelheid’ bevroren water aangetroffen.
  - 2020 - Een kleine planetoïde (ca. 10 m) met de naam 2020 VT4 passeert de Aarde op een afstand van zo'n 375 km. Dit is de meest nabije passage van een aardscheerder tot nu toe.[9]
  - 2023 - Een team van astronomen maakt de ontdekking van intense radiostraling boven zonnevlekken bekend. Een vergelijkbare emissie van radiostraling treedt op tijdens het poollicht in de magnetosfeer van de Aarde, maar een verschil is dat die straling hooguit enkele uren kan aanhouden terwijl de straling boven zonnevlekken meer dan week kan aanhouden. Ook is de radiofrequentie veel hoger vanwege het sterkere magnetisch veld van de zonnevlekken.[10]

## Geboren

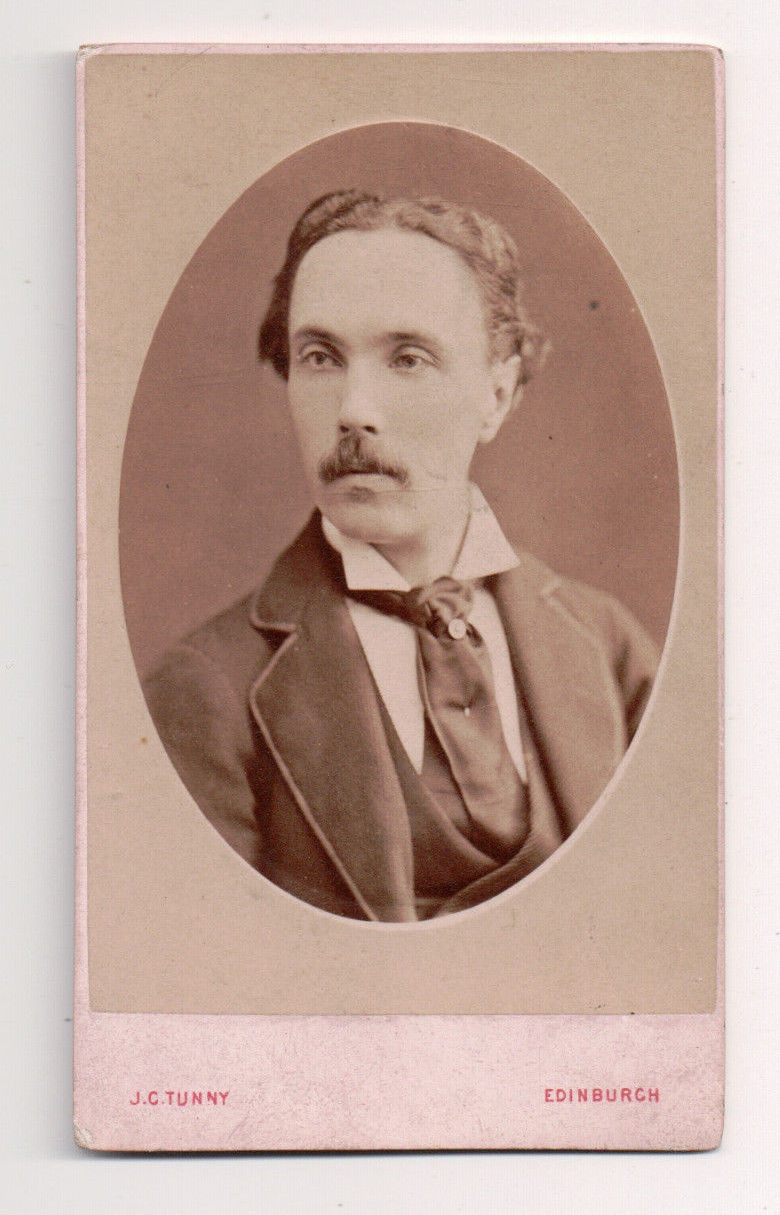
Robert Louis Stevenson,
geboren in 1850

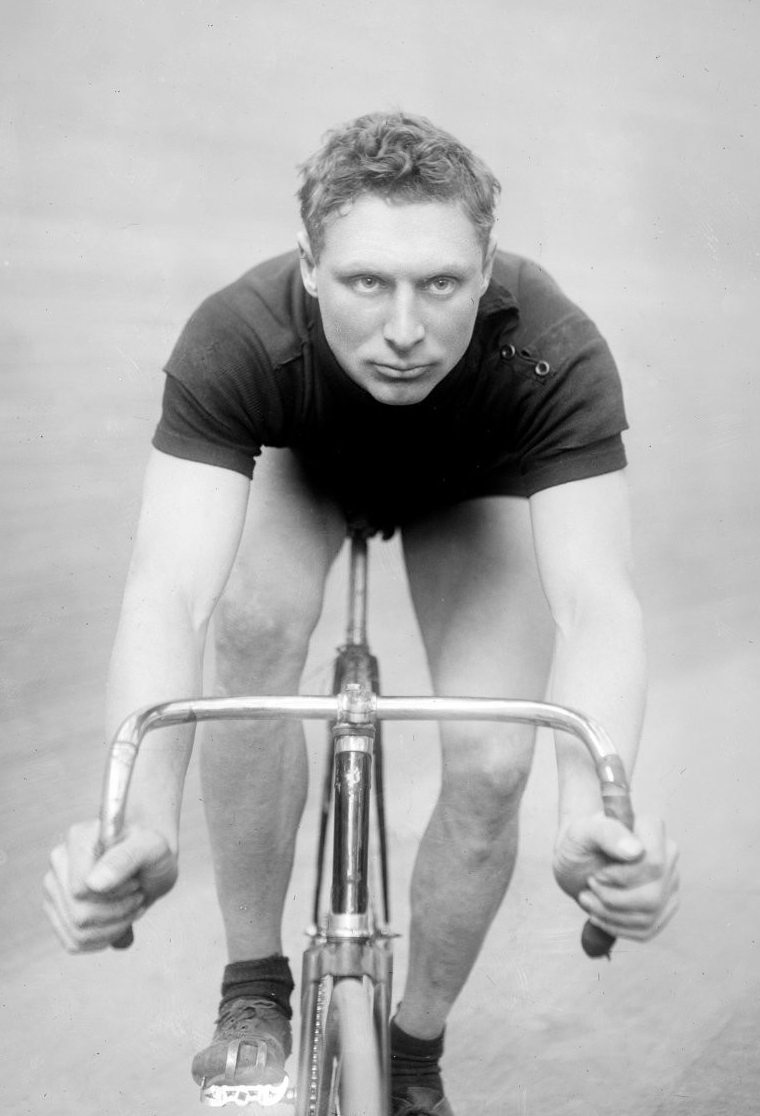
Piet Moeskops,
geboren in 1893

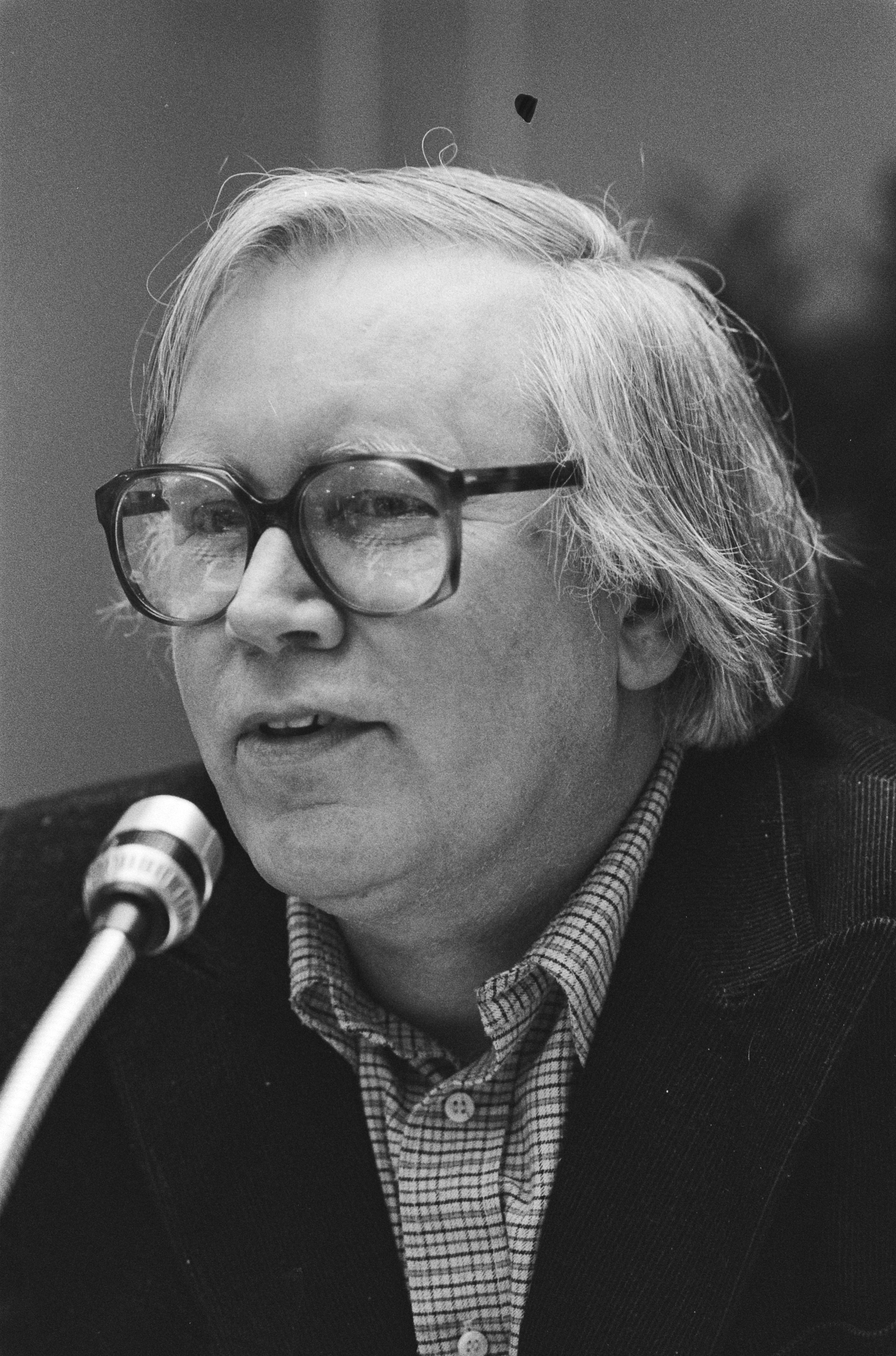
Nico Scheepmaker,
geboren in 1930

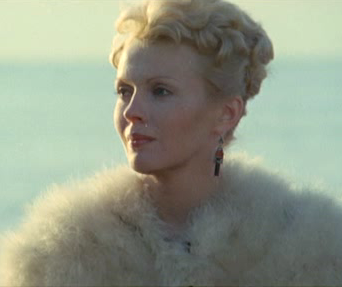
Jean Seberg,
geboren in 1938

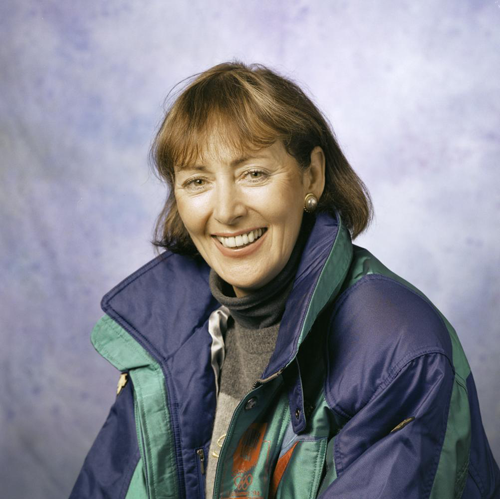
Joan Haanappel,
geboren in 1940

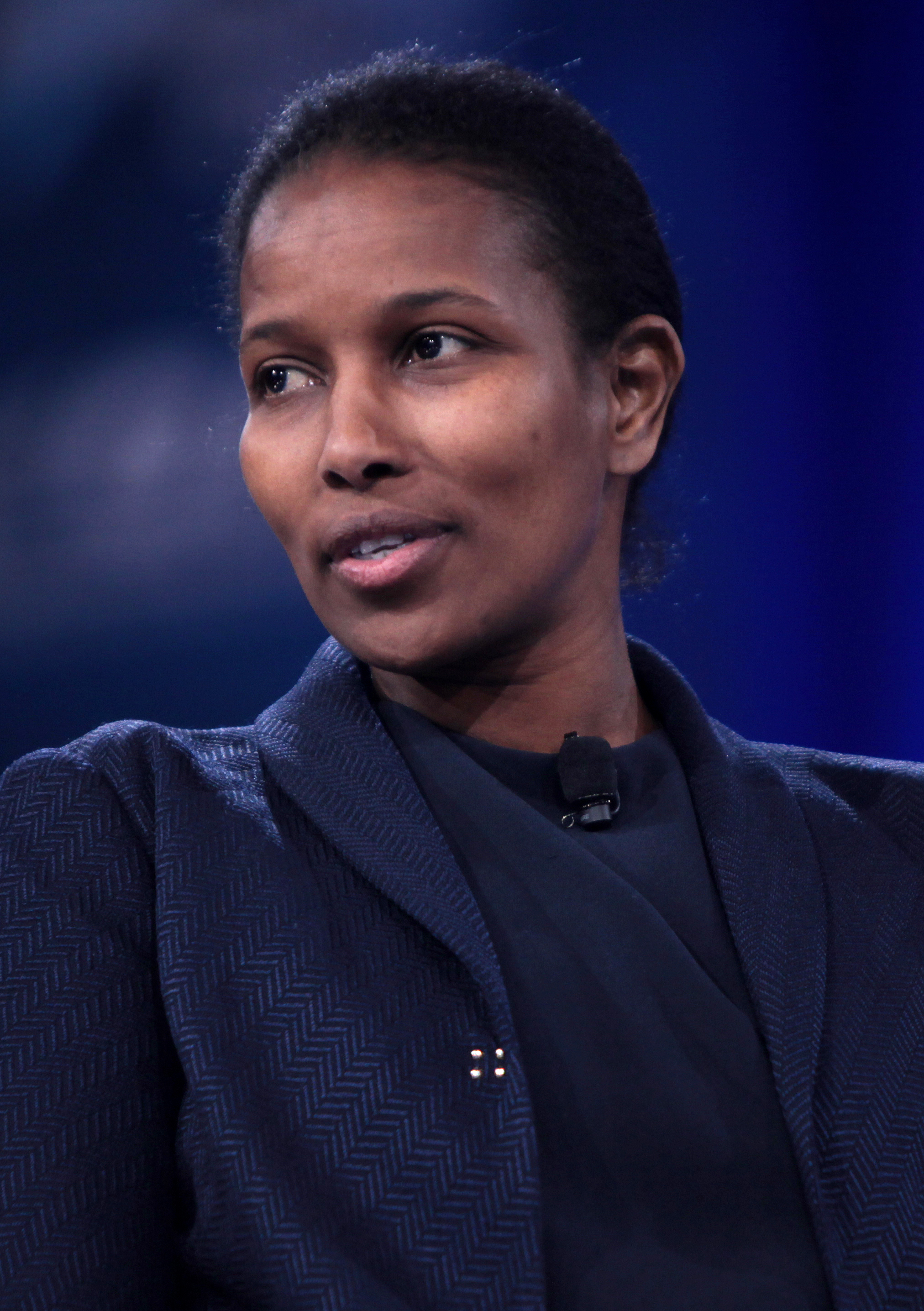
Ayaan Hirsi Ali,
geboren in 1969

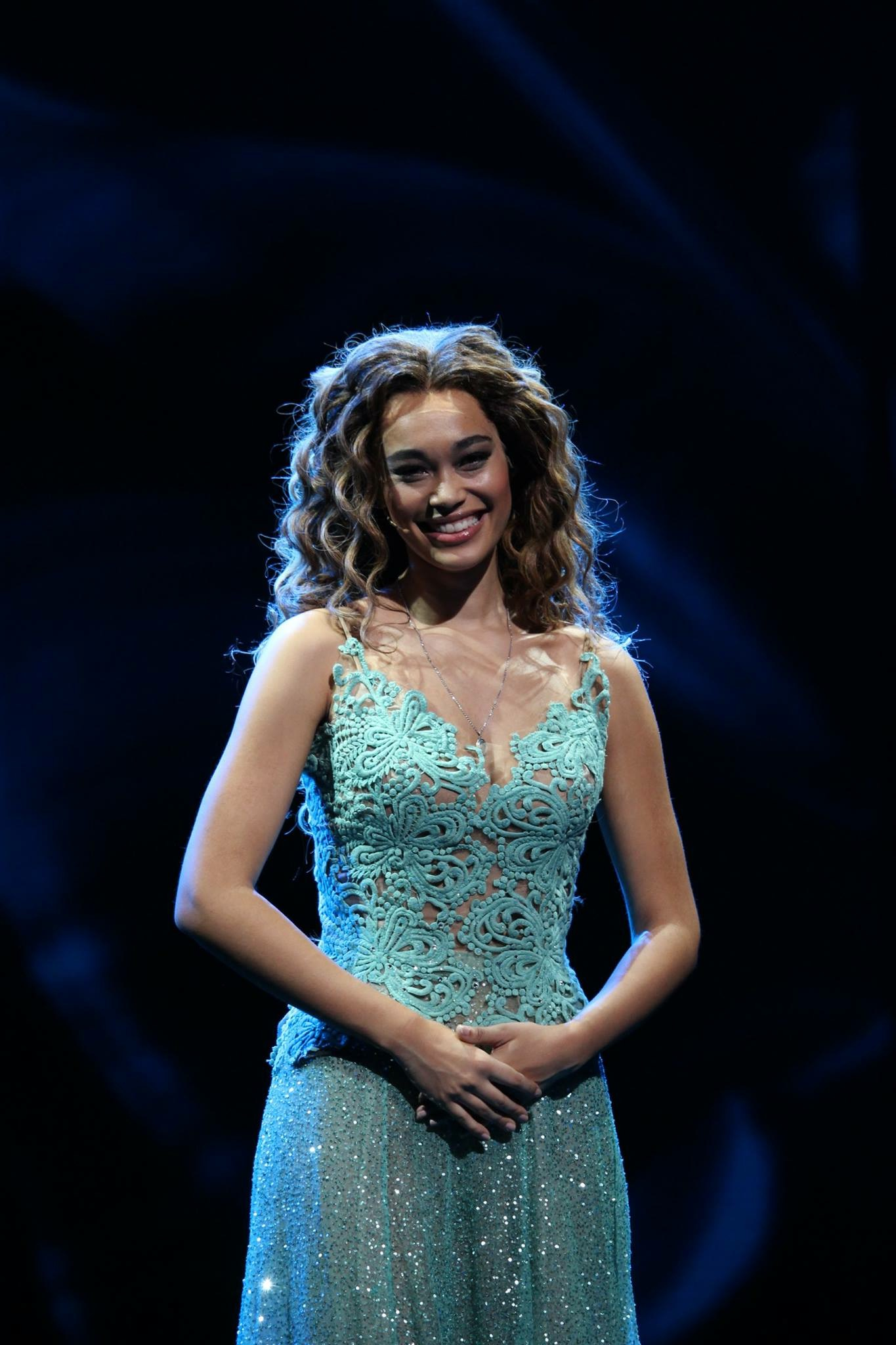
Romy Monteiro,
geboren in 1992

- 354 - Augustinus van Hippo, bisschop van Hippo, theoloog, filosoof en kerkvader (overleden 430)
- 1312 - Eduard III, koning van Engeland (overleden 1377)
- 1493 - Willem IV, hertog van Beieren, (overleden 1550)
- 1504 - Filips I van Hessen, landgraaf van Hessen (overleden 1567)
- 1651 - Frederik Lodewijk van Nassau-Ottweiler, graaf van Nassau-Ottweiler (overleden 1728)
- 1668 - Crispinus van Viterbo, monnik (overleden 1750)
- 1813 - Peter II, prins-bisschop van Montenegro (overleden 1851)
- 1848 - Albert I van Monaco, vorst van Monaco (overleden 1922)
- 1850 - Robert Louis Stevenson, Engels schrijver (overleden 1894)
- 1869 - Helene Stöcker, Duits seksueel hervormster, pacifiste, filosofe, publiciste, auteur en radicaal vrouwenrechtenactiviste (overleden 1943)
- 1878 - Johannes Kielstra, Nederlands hoogleraar, politicus en diplomaat (overleden 1951)
- 1880 - Franz Zita, Tsjechisch componist en dirigent (overleden 1946)
- 1882 - Jozef Cardijn, Belgisch kardinaal en stichter van de KAJ (overleden 1967)
- 1885 - Albert Kesselring, Duits generaal en veldmaarschalk (overleden 1960)
- 1887 - Theodore Roosevelt jr., Amerikaans militair (overleden 1944)
- 1893 - Piet Moeskops, Nederlands wielrenner (overleden 1964)
- 1895 - Jan de Natris, Nederlands voetballer en atleet (overleden 1972)
- 1896 - Eugenio Perez, Filipijns politicus (overleden 1957)
- 1900 - Ferdinand Anton Langguth Oliviera, Surinaams landbouwkundige en politicus (overleden 1993)
- 1903 - Willem Rip, Nederlands politicus en hoogleraar (overleden 1959)
- 1905 - Paul Hebbelynck, Belgisch ingenieur en textielbaron (overleden 2008)
- 1910 - Stanislaus Kobierski, Duits voetballer (overleden 1972)
- 1912 - Claude Pompidou, weduwe van de Franse oud-president Georges Pompidou (overleden 2007)
- 1917 - Alice van Bourbon-Parma, dochter van Elias I van Bourbon-Parma (overleden 2017)
- 1918 - Werner Aspenström, Zweeds dichter (overleden 1997)
- 1921 - Gied Joosten, Nederlands sportbestuurder (overleden 1993)
- 1923 - Linda Christian, Mexicaans actrice (overleden 2011)
- 1925 - Inez van Dullemen, Nederlands schrijfster (overleden 2021)
- 1925 - Paul Whear, Amerikaans componist, muziekpedagoog en dirigent (overleden 2021)
- 1926 - Gerrit van der Hoeven, Nederlands atleet (overleden 2015)
- 1929 - Jaime Gil de Biedma, Spaans dichter (overleden 1990)
- 1930 - Kees de Haas, Nederlands econoom, maritiem historicus en schrijver (overleden 2021)
- 1930 - Nico Scheepmaker, Nederlands journalist en dichter (overleden 1990)
- 1932 - Olga Fikotová, Tsjecho-Slowaaks-Amerikaans atlete (overleden 2024)
- 1934 - Kamahl, Australisch zanger
- 1934 - Garry Marshall, Amerikaans filmregisseur (overleden 2016)
- 1935 - Tom Atkins, Amerikaans acteur
- 1935 - Ignacio Pichardo Pagaza, Mexicaans politicus, bestuurder en diplomaat (overleden 2020)
- 1935 - Hein Wellens, Nederlands cardioloog en hoogleraar (overleden 2020)
- 1938 - Warren Bernhardt, Amerikaans pianist (overleden 2022)
- 1938 - Jean Seberg, Amerikaans actrice (overleden 1979)
- 1939 - Karel Brückner, Tsjechisch voetbalcoach
- 1940 - Joan Haanappel, Nederlands kunstrijdster op de schaats en sportjournalist (overleden 2024)
- 1940 - Eliseo Mattiacci, Italiaans beeldhouwer (overleden 2019)
- 1940 - Saul Kripke, Amerikaans filosoof en logicus (overleden 2022)
- 1940 - Tim Visterin, Belgisch cabaretier, zanger en muziekuitgever (overleden 2018)
- 1941 - Eberhard Diepgen, Duits politicus
- 1941 - Raymond Froggatt, Brits zanger en songwriter (overleden 2023)
- 1941 - Ger Lagendijk, Nederlands voetballer en spelersmakelaar (overleden 2010)
- 1941 - No op den Oordt, Nederlands atleet
- 1943 - Jay Sigel, Amerikaans zakenman en golfspeler (overleden 2025)
- 1944 - Roswitha Emonts-Gast, Belgisch atlete
- 1944 - Timmy Thomas, Amerikaans zanger, toetsenist en tekstschrijver (overleden 2022)
- 1944 - Fernando Venâncio, Portugees Nederlands  schrijver en academicus (overleden 2025)
- 1945 - Masahiro Hasemi, Japans autocoureur
- 1950 - Johan Adriaenssen, Nederlands componist, pianist en beiaardier
- 1950 - Dušan Radolský, Slowaaks voetballer en voetbalcoach
- 1950 - Rob Schröder, Nederlands filmmaker (overleden 2024)
- 1951 - Bill Gibson, Amerikaans drummer en percussionist (Huey Lewis & the News)
- 1952 - Josip Kuže, Kroatisch voetballer en voetbalcoach
- 1953 - Sjraar Cox, Nederlands burgemeester
- 1953 - Frank Köhler, Nederlands politicus
- 1953 - Andrés Manuel López Obrador, Mexicaans politicus; president 2018-24
- 1954 - Chris Noth, Amerikaans acteur
- 1954 - Hartmut Schade, Oost-Duits voetballer
- 1955 - Whoopi Goldberg, Amerikaans actrice
- 1956 - Bill Scanlon, Amerikaans tennisser (overleden 2021)
- 1957 - Greg Abbott, Amerikaans Republikeins politicus
- 1957 - Philomena Bijlhout, Nederlands-Surinaams presentatrice en politica
- 1957 - Luís Alberto Duarte dos Santos (Luisinho das Arábias), Braziliaans voetballer (overleden 1989)
- 1957 - Willem van de Sande Bakhuyzen, Nederlands regisseur (overleden 2005)
- 1958 - Jean-Marc Jacques, Belgisch atleet
- 1958 - Juha Rissanen, Fins voetballer
- 1959 - Caroline Goodall, Brits actrice
- 1960 - Neil Flynn, Amerikaans acteur
- 1961 - Lech Piasecki, Pools wielrenner
- 1964 - Carlos Muñoz, Ecuadoraans voetballer (overleden 1993)
- 1964 - Denis Scuto, Luxemburgs voetballer
- 1965 - Tommie Earl Jenkins, Amerikaans acteur
- 1965 - Željko Petrović, Joegoslavisch voetballer en voetbaltrainer
- 1965 - José Manuel de la Torre, Mexicaans voetballer en voetbaltrainer
- 1966 - Mônica Vasconcelos, Braziliaans jazzzangeres en radiopresentatrice
- 1968 - Marc Janssens, Belgisch veldrijder
- 1969 - Ayaan Hirsi Ali, Somalisch-Nederlands politica
- 1969 - Eduardo Berizzo, Argentijns voetballer en voetbaltrainer
- 1970 - Morten Sonne, Deens wielrenner
- 1971 - Erwin Ramírez, Ecuadoraans voetballer
- 1971 - Sandra Schuurhof, Nederlands tv-journaliste en televisiepresentatrice
- 1972 - Pedro Reyes, Chileens voetballer
- 1972 - Samantha Riley, Australisch zwemster
- 1973 - Christianne van der Wal, Nederlands politica
- 1974 - Roland Melis, Nederlands triatleet
- 1974 - Indrek Zelinski, Estisch voetballer en voetbaltrainer
- 1974 - Floortje Zwigtman, Nederlands kinderboekenschrijfster
- 1975 - Tom Compernolle, Belgisch atleet en militair (overleden 2008)
- 1975 - Rasmus Henning, Deens triatleet
- 1975 - Quim, Portugees voetballer
- 1976 - Bob de Jong, Nederlands schaatser
- 1976 - Alessio Sartori, Italiaans roeier
- 1976 - Kelly Sotherton, Brits atlete
- 1977 - Lilia Sjoboechova, Russisch atlete
- 1978 - Melanie Bonajo, Nederlands kunstenares
- 1978 - Shen Xue, Chinees kunstschaatsster
- 1979 - Nikolai Fraiture, Amerikaans bassist
- 1980 - Monique Coleman, Amerikaans actrice
- 1980 - Laurens ten Dam, Nederlands wielrenner
- 1980 - Benjamin Darbelet, Frans judoka
- 1980 - Hubert Dupont, Frans wielrenner
- 1980 - Morten Messerschmidt, Deens politicus
- 1980 - François-Louis Tremblay, Canadees shorttracker
- 1981 - Bas Vervaeke, Belgisch voetballer
- 1984 - Lucas Barrios, Paraguayaans voetballer
- 1985 - Viktor Elm, Zweeds voetballer
- 1985 - Kim Sun-joo, Zuid-Koreaans alpineskiester
- 1985 - Rahul Kohli, Engels acteur
- 1985 - Milan Kopic, Tsjechisch voetballer
- 1986 - Sergej Bakoelin, Russisch atleet
- 1986 - Hassan Slaby, Nederlands acteur
- 1987 - Aleksandra Urbańczyk, Pools zwemster
- 1987 - Dana Vollmer, Amerikaans zwemster
- 1988 - Espen Aarnes Hvammen, Noors schaatser
- 1988 - Loes Smeets, Nederlands voetbalster
- 1989 - Hadjar Benmiloud, Nederlands schrijfster, columniste en radiopresentatrice
- 1991 - Ilja Boerov, Russisch freestyleskiër
- 1991 - Matt Bennett, Amerikaanse acteur
- 1991 - Jeffrey Bruma, Nederlands voetballer
- 1991 - Mingus Dagelet, Nederlands acteur
- 1991 - Leon de Kogel, Nederlands voetballer
- 1992 - Jazeman Jaafar, Maleisisch autocoureur
- 1992 - Romy Monteiro, Nederlands (musical)zangeres en presentatrice
- 1993 - Lucas Hamming, Nederlands zanger
- 1993 - Julia Michaels, Amerikaans singer-songwriter
- 1995 - Misha Miller, Moldavisch zangeres
- 1996 - Otto Farrant, Engels acteur
- 1999 - Lando Norris, Brits autocoureur
- 2000 - Jon Sallinen, Fins freestyleskiër
- 2001 - Femke Prins, Nederlands voetbalster
- 2002 - Emma Raducanu, Brits tennisster
- 2003 - Mayke Lindner, Nederlands voetbalster
- 2003 - Salma Paralluelo, Spaans atlete/voetbalster
- 2005 - Jarno Widar, Belgisch wielrenner
- 2005 - Leny Yoro, Frans-Ivoriaans voetballer

## Overleden
- 867 - Paus Nicolaas I (~47)

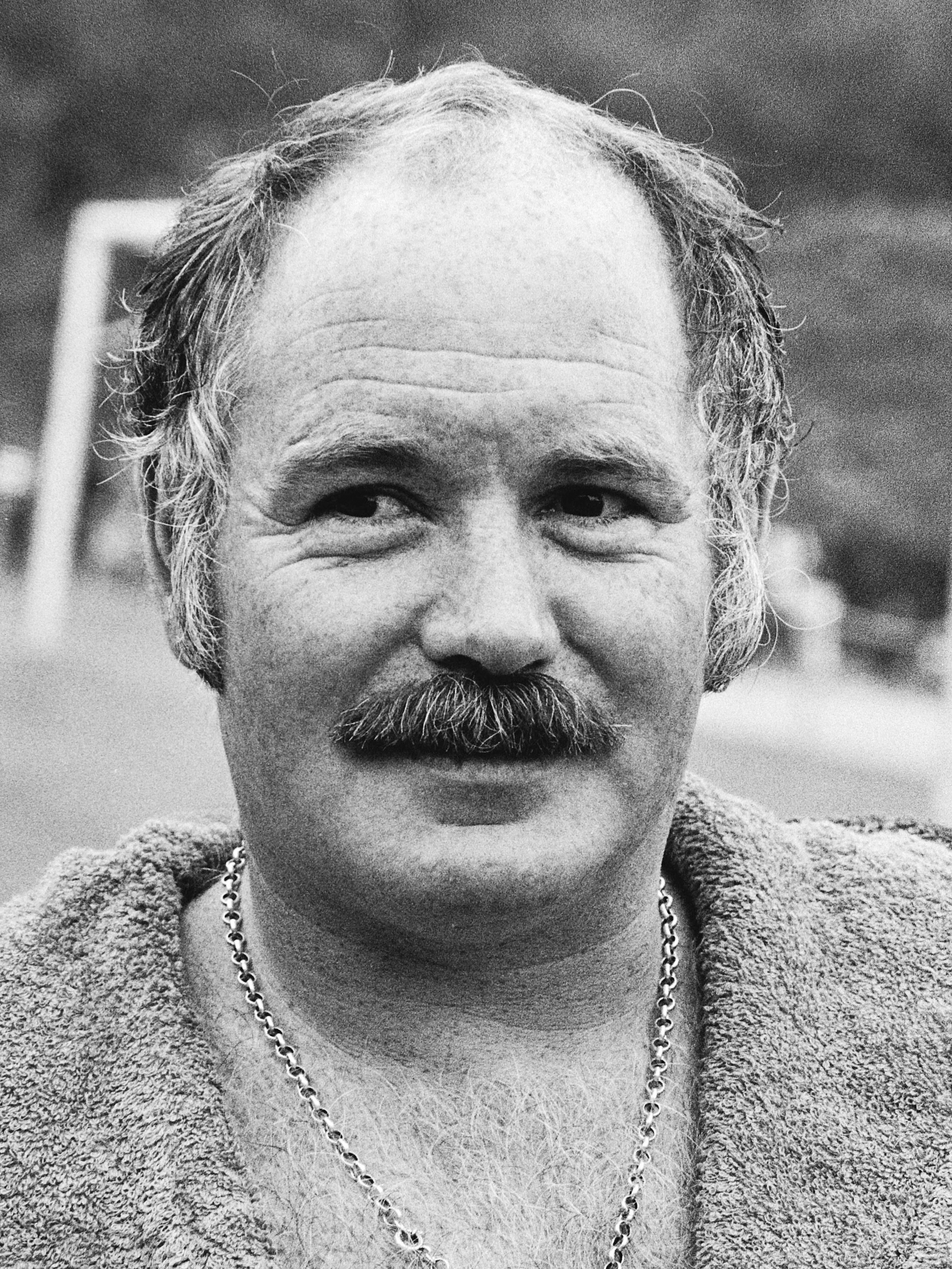
Nico Haak,
overleden in 1990

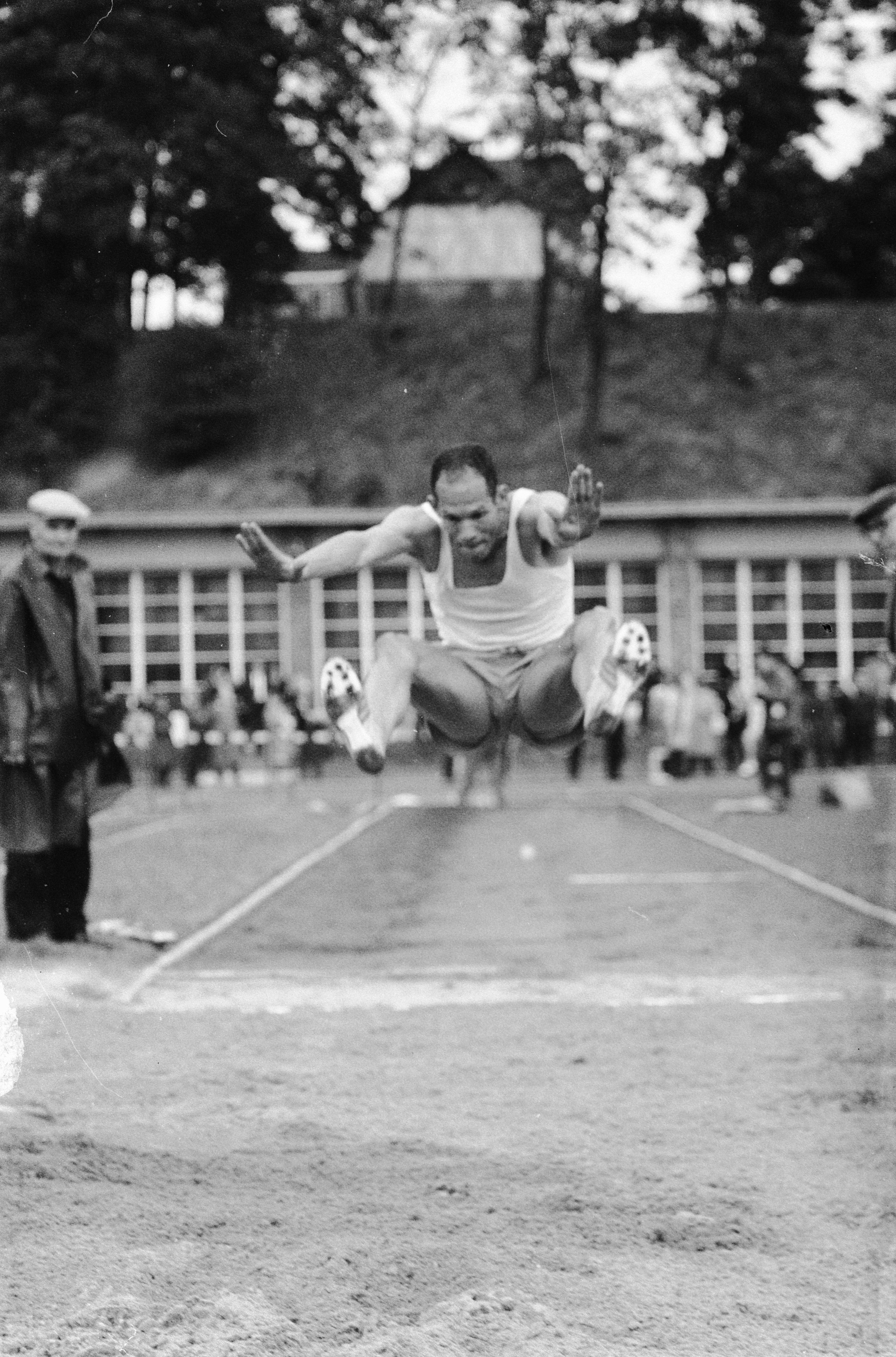
Henk Visser,
overleden in 2015

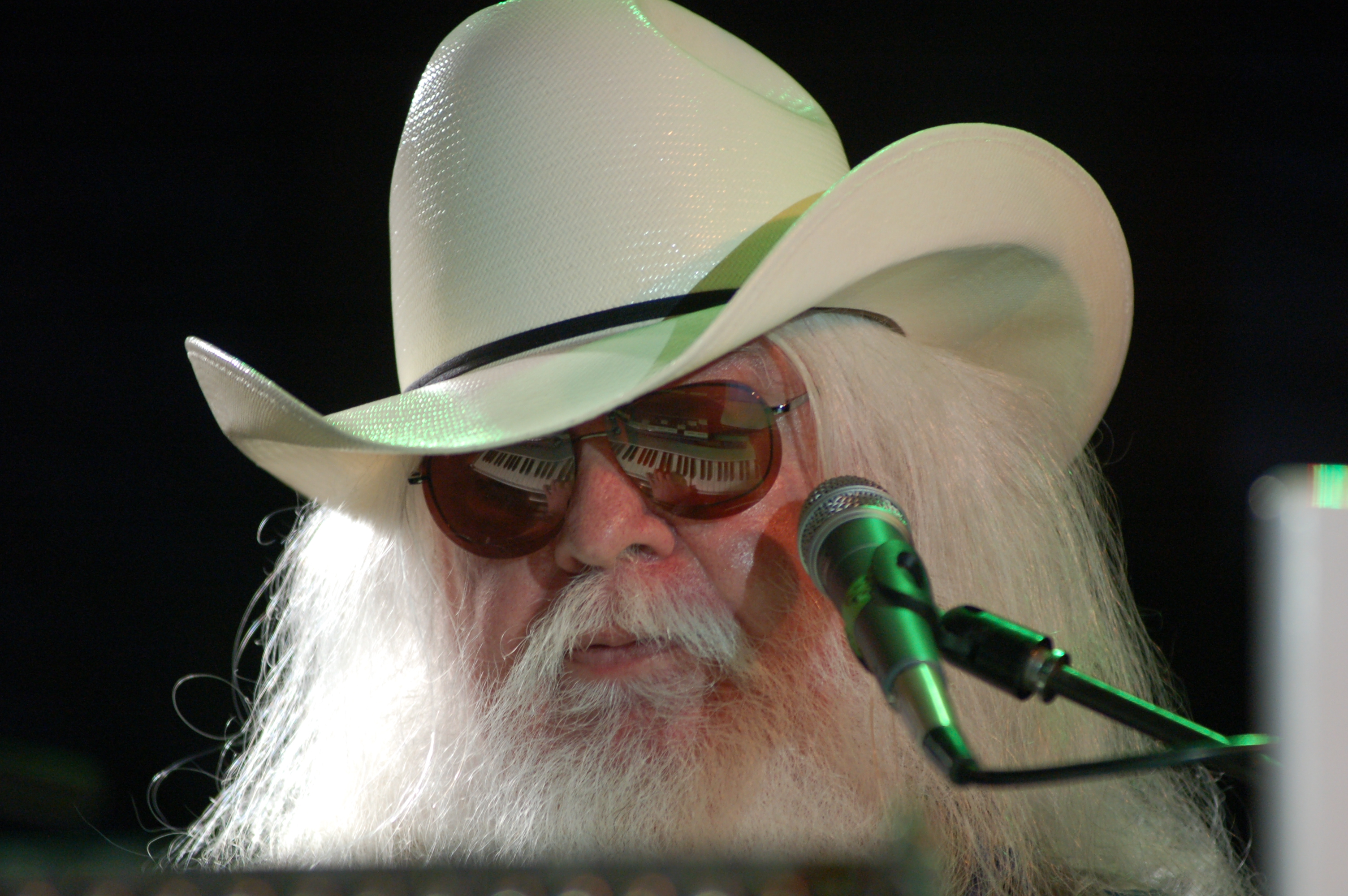
Leon Russell,
overleden in 2016

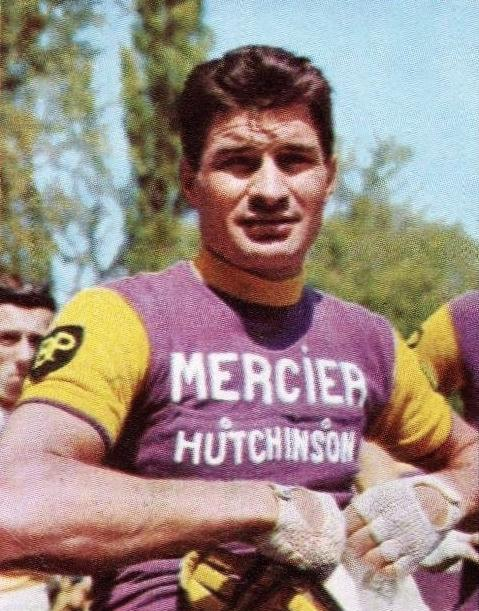
Raymond Poulidor,
overleden in 2019

- 1093 - Malcolm III (62), koning van Schotland
- 1345 - Constance Manuel van Castilië (27), koningin van Peter I van Portugal
- 1460 - Hendrik de Zeevaarder (66), prins van Portugal
- 1624 - Thomas Erpenius (40), Nederlands oriëntalist
- 1650 - Thomas May (±55), Engels schrijver, vertaler en historicus
- 1862 - Ludwig Uhland (75), Duits dichter, literatuurwetenschapper, jurist en politicus
- 1868 - Gioachino Rossini (76), Italiaans componist
- 1870 - Maurice Denis (72), Frans kunstschilder
- 1883 - J. Marion Sims (70), Amerikaans arts en chirurg
- 1931 - Auguste Oleffe (64), Belgisch kunstschilder
- 1945 - Albert Heijn (80), Nederlands ondernemer
- 1954 - Ewald von Kleist (73), Duits veldmaarschalk
- 1955 - Jacques Feyerick (80), Belgisch atleet
- 1957 - Wim Bekkers (67), Nederlands touwtrekker
- 1958 - Bart van der Leck (81), Nederlands kunstschilder
- 1972 - Arnold Jackson (81), Brits atleet en militair
- 1974 - Vittorio De Sica (73), Italiaans regisseur
- 1977 - Aaron Pollitz (81), Zwitsers voetballer
- 1984 - Don Addrisi (45), Amerikaans singer-songwriter
- 1986 - Rolando Olalia (52), Filipijns vakbondsleider
- 1986 - Rudolf Schock (71), Duits lyrisch tenor
- 1986 - Vicente Trueba (80), Spaans wielrenner
- 1988 - Antal Doráti (82), Hongaars dirigent
- 1989 - Frans Jozef II (83), vorst van Liechtenstein
- 1989 - Koen Verhoeff (60), Nederlands sportverslaggever
- 1990 - Nico Haak (51), Nederlands zanger
- 1998 - Henk Timmer (94), Nederlands tennisser
- 2001 - Cornelius Warmerdam (86), Amerikaans atleet
- 2003 - Mitoyo Kawate (114), op moment van overlijden oudste mens ter wereld uit Japan
- 2004 - Ol' Dirty Bastard (35), Amerikaans rapper
- 2005 - Ulrik Edward Geniets (66), 51ste abt van Averbode
- 2005 - Eddie Guerrero (38), Amerikaans worstelaar
- 2007 - Wahab Akbar (47), Filipijns politicus
- 2007 - John Doherty (72), Brits voetballer
- 2008 - Cor Coster (88), Nederlands voetbalmakelaar
- 2008 - Paco Ignacio Taibo I (84), Mexicaans schrijver en journalist
- 2011 - Bobsam Elejiko (30), Nigeriaans-Belgisch voetballer
- 2011 - Guido Falaschi (22), Argentijns autocoureur
- 2011 - Artemio Rillera (69), Filipijns bisschop
- 2012 - Jack Gilbert (87), Amerikaans dichter
- 2013 - Onesimo Gordoncillo (78), Filipijns aartsbisschop
- 2014 - Feike Boschma (93), Nederlands poppenspeler en theatermaker
- 2014 - Alexander Grothendieck (86), Duits-Frans wiskundige
- 2015 - Henk Visser (83), Nederlands atleet
- 2015 - Jennifer Willems (68), Nederlands actrice
- 2016 - Leon Russell (74), Amerikaans popmuzikant
- 2016 - Aloysius Zichem (83), Surinaams bisschop
- 2017 - Bobby Doerr (99), Amerikaans honkballer
- 2017 - Miklós Holop (92), Hongaars waterpolospeler
- 2017 - David Poisson (35), Frans alpineskiër
- 2018 - Lucho Gatica (90), Chileens zanger, filmacteur en tv-presentator
- 2018 - Katherine MacGregor (93), Amerikaans actrice
- 2019 - Giorgio Corbellini (72), Italiaans bisschop
- 2019 - Raymond Poulidor (83), Frans wielrenner
- 2020 - Rik Boel (89), Belgisch politicus
- 2020 - Paul Hornung (84), Amerikaans Americanfootballspeler
- 2020 - Jim Pace (59), Amerikaans autocoureur
- 2020 - Louis Rostollan (84), Frans wielrenner
- 2020 - Krunoslav Slabinac (76), Kroatisch zanger
- 2020 - Peter Sutcliffe (74), Brits seriemoordenaar
- 2021 - Wilbur Smith (88), Zuid-Afrikaans schrijver
- 2022 - Colin Campbell (91), Iers geoloog
- 2022 - Rudi Hemmes (99), Nederlands Engelandvaarder
- 2022 - Marcelle Lévaz (111), Belgisch supereeuwelinge
- 2023 - Maryanne Trump Barry (86), Amerikaans advocate en rechter
- 2023 - Michael Bishop (78), Amerikaans sciencefictionschrijver
- 2023 - Tengiz Kitovani (85), Georgisch politicus en militair
- 2024 - Paul Peters (82), Nederlands politicus
- 2024 - Paul Staes (78), Belgisch politicus
- 2024 - Shel Talmy (87), Amerikaans muziekproducent, songwriter en arrangeur

## Viering/herdenking
- Rooms-Katholieke kalender:
  - Heilige Didacus (van Alcalá) († 1463)
  - Heilige Stanisla(u)s Kostka († 1568)
  - Heilige Kilaan (van Artois) († 7e eeuw)
  - Heilige Brictius van Tours († 444)
  - Heilige Paus Nicolaas I († 867)
  - Heilige Homobonus van Cremona († 1197)
  - Heilige Agostina Livia Pietrantoni († 1894)
  - Zalige Carl Lampert († 1944)
  - In de Verenigde Staten: Heilige Maria Francesca Cabrini († 1917)
- Oosters-orthodoxe kalender:
  - Heilige Johannes Chrysostomus († 407)

## Weerextremen

### Nederland
| | Officiële records | Officiële records | Officiële records |      | Landelijke records | Landelijke records | Landelijke records           |
| Gebeurtenis | Jaar              | Extreem           | Locatie           | Jaar | Extreem            | Locatie            |                              |
| --- | ----------------- | ----------------- | ----------------- | ---- | ------------------ | ------------------ | ---------------------------- |
| Laagste etmaalgemiddelde temperatuur (°C) | 1965              | −2,1              | De Bilt           |      | 1965               | −2,8               | Twenthe                      |
| Hoogste etmaalgemiddelde temperatuur (°C) | 2009              | 13,7              | De Bilt           |      | 2009               | 14,6               | Woensdrecht                  |
| Laagste minimumtemperatuur (°C) | 1919              | −5,5              | De Bilt           |      | 1919 1965 1983     | −5,6               | Eelde Leeuwarden Gilze-Rijen |
| Hoogste minimumtemperatuur (°C) | 2009              | 10,1              | De Bilt           |      | 2009               | 12,3               | Woensdrecht                  |
| Laagste maximumtemperatuur (°C) | 1925              | 0,3               | De Bilt           |      | 1925               | −1,1               | Maastricht                   |
| Hoogste maximumtemperatuur (°C) | 2009              | 16,4              | De Bilt           |      | 1938               | 18,9               | Maastricht                   |
| Hoogste uurgemiddelde windsnelheid (m/s) | 1909              | 17,0              | De Bilt           |      | 1972               | 30,9               | IJmuiden                     |
| Hoogste windstoot (m/s) | 1972              | 28,8              | De Bilt           |      | 1972               | 46,3               | Cadzand                      |
| Langste zonneschijnduur (uur) | 2022              | 8,0               | De Bilt           |      | 2022               | 8,1                | Gilze-Rijen, Maastricht      |
| Langste neerslagduur (uur) | 1944              | 14,8              | De Bilt           |      | 2010               | 22,3               | Ell                          |
| Hoogste etmaalsom van de neerslag (mm) | 1949              | 20,0              | De Bilt           |      | 2010               | 69,6               | Maastricht                   |
| Laagste etmaalgemiddelde relatieve vochtigheid (%) | 1947              | 63                | De Bilt           |      | 1910               | 62                 | Maastricht                   |
| Laagste uurwaarde luchtdruk op zeeniveau (hPa) | 1972              | 973,3             | De Bilt           |      | 1972               | 959,5              | Leeuwarden                   |
| Hoogste uurwaarde luchtdruk op zeeniveau (hPa) | 1932              | 1037,5            | De Bilt           |      | 1932               | 1041,0             | Eelde                        |
| Officiële records worden altijd gemeten op het KNMI-weerstation in De Bilt. Landelijke records kunnen worden gemeten op elk officieel KNMI-weerstation in Nederland. |                   |                   |                   |      |                    |                    |                              |

Uitzonderlijke gebeurtenissen
- 1917 - Officieel laagste maximumtemperatuur in °C van november dit jaar gemeten in De Bilt: 6,4
- 1922 - Officieel laagste maximumtemperatuur in °C van november dit jaar gemeten in De Bilt: 0,6
- 1925 - Officieel laagste maximumtemperatuur in °C van november dit jaar gemeten in De Bilt: 0,3
- 1938 - Laatste officiële zachte dag van het jaar (maximumtemperatuur ≥ 15 °C in De Bilt)
- 1972 - Landelijk maandrecord hoogste uurgemiddelde windsnelheid in m/s van november gemeten in IJmuiden: 30,9
- 1972 - Nederland wordt getroffen door een zeer zware storm: de storm van 13 november 1972.
- 1986 - Laatste officiële zachte dag van het jaar (maximumtemperatuur ≥ 15 °C in De Bilt)
- 2022 - Laatste officiële zachte dag van het jaar (maximumtemperatuur ≥ 15 °C in De Bilt)

### België
Dagrecords
- 1965 - Laagste etmaalgemiddelde temperatuur −0,8 °C
- 1938 - Hoogste etmaalgemiddelde temperatuur 14,9 °C
- 1835 - Laagste minimumtemperatuur –,6 °C
- 1938 - Hoogste maximumtemperatuur 18,7 °C
- 2010 - Hoogste etmaalsom van de neerslag 40,5 mm

Uitzonderlijke gebeurtenissen
- 1940 - Sterkste windstoot ooit in Ukkel: 155 km/h. Veel schade in de streek van Antwerpen en Brussel (o.a. Zoniënwoud).
- 1965 - Heel België, uitgezonderd de kust, is overdekt met een dunne sneeuwlaag.
- 1972 - Windstoten tot 130 km/h aan de kust en 140 km/h in Antwerpen.
- 2010 - Voortdurende regenval op 12 en 13 november (totaal 67,3 mm in Ukkel) in combinatie met de reeds verzadigde bodem, veroorzaakt in grote delen van België de ergste overstromingen sinds 1953. Er vallen 4 dodelijke slachtoffers.

<< · 1 · 2 · 3 · 4 · 5 · 6 · 7 · 8 · 9 · 10 · 11 · 12 · 13 · 14 · 15 · 16 · 17 · 18 · 19 · 20 · 21 · 22 · 23 · 24 · 25 · 26 · 27 · 28 · 29 · 30 · >>